# Disinformazione sul SARS-CoV-2 (Stati Uniti)
Raccolta della disinformazione sulla pandemia di COVID-19 propagata da funzionari del governo degli Stati Uniti. L'amministrazione Trump, in particolare, ha rilasciato un gran numero di dichiarazioni fuorvianti sulla pandemia. Uno studio della Cornell University ha scoperto che il Presidente degli Stati Uniti Donald Trump era "probabilmente il principale motore" dell'infodemia di disinformazione sul COVID-19 nei media in lingua inglese, minimizzando il virus e promuovendo farmaci non approvati. Altri sono stati anche citati come diffusione di disinformazione, tra cui il segretario di Stato americano Mike Pompeo, che sostiene le teorie del complotto sull'origine del virus, alcuni senatori e il sindaco di New York Bill de Blasio, che ha minimizzato il virus.

## Amministrazione Trump

Nelle prime fasi della pandemia, le dichiarazioni di Trump "si sono evolute dal licenziamento casuale al riluttante riconoscimento alla mobilitazione bellicosa". Sebbene Trump "adottasse occasionalmente il tono più cauto dei funzionari sanitari", l'ottimismo che dominava la sua prima risposta "non era completamente scomparso", Trump aveva minimizzato la minaccia di COVID-19 oltre 200 volte fino al 3 novembre.

Il presidente degli Stati Uniti Donald Trump e il suo principale consigliere economico Larry Kudlow sono stati accusati di diffondere informazioni false sul coronavirus. Il 25 febbraio, Trump ha detto: "Penso che l'intera situazione inizierà a sistemarsi da sola. Siamo molto vicini a un vaccino." A quel tempo, il SARS-CoV-2 era diffuso negli Stati Uniti senza essere rilevata da settimane e lo sviluppo di un nuovo vaccino avrebbe potuto richiedere almeno un anno per dimostrare la sicurezza e l'efficacia per ottenere l'approvazione normativa. In un'intervista con Sean Hannity il 4 marzo, Trump ha anche affermato che il tasso di mortalità pubblicato dall'OMS era falso, che il tasso di mortalità corretto era inferiore all'1% e ha detto: "Beh, penso che il 3,4% sia davvero un numero falso - e questa è solo la mia impressione - ma sulla base di molte conversazioni con molte persone che hanno a che fare con queste cose, perché molte persone lo avranno ed è molto mite, guariranno molto rapidamente. Non vedono nemmeno un dottore. Non chiamano nemmeno un dottore. Non si sente mai parlare di quelle persone", che il potenziale impatto dell'epidemia è stato esagerato dai democratici che complottavano contro di lui e che era sicuro che le persone infette potessero andare a lavorare. In un tweet successivo, Trump ha negato di aver fatto affermazioni riguardo a persone infette che andavano a lavorare, contrariamente al filmato dell'intervista.

Quando i casi negli Stati Uniti hanno raggiunto 4.800.000 e le morti negli Stati Uniti hanno raggiunto 157.690, Trump ha ripetuto la sua affermazione secondo cui crede che il coronavirus "scomparirà" nonostante il suo massimo esperto di salute pubblica avvertisse che potrebbe volerci la maggior parte del 2021 o più per tenere sotto controllo la pandemia. Trump "ha fatto numerose versioni di questa affermazione in... più di sei mesi".

La Casa Bianca ha accusato i media di alimentare intenzionalmente i timori del virus per destabilizzare l'amministrazione. Lo Stat News ha riferito che "il presidente Trump e membri della sua amministrazione hanno anche affermato che il contenimento del virus negli Stati Uniti è "quasi a tenuta d'aria" e che il virus è mortale solo quanto l'influenza stagionale. Le loro dichiarazioni sono non dimostrate, e in alcuni casi sottovalutano le sfide che i funzionari della sanità pubblica devono affrontare per rispondere al virus". Più o meno nello stesso periodo in cui è stata fatta la dichiarazione sulla "tenuta d'aria", SARS-CoV-2 era già oltre il contenimento; il primo caso di diffusione comunitaria del virus era stato confermato, e si stava diffondendo più velocemente dell'epidemia di SARS del 2002-2004, con un tasso di mortalità almeno sette volte superiore a quello dell'influenza stagionale.
Trump ha ripetutamente confrontato COVID-19 con l'influenza, nonostante si stimi che il tasso di mortalità di COVID-19 sia circa dieci volte superiore. Il 26 febbraio ha dichiarato: "Questa è un'influenza. È come un'influenza". Il 9 marzo, Trump ha confrontato i 546 casi statunitensi noti di COVID-19 all'epoca e le 22 morti note all'epoca con le decine di migliaia di decessi per influenza negli Stati Uniti ogni anno. Il 24 marzo, Trump ha affermato che: "Perdiamo migliaia e migliaia di persone all'anno a causa dell'influenza... Ma non abbiamo mai chiuso il Paese per l'influenza". Il 27 marzo ha dichiarato: "Si può chiamare influenza". Il 31 marzo Trump ha cambiato posizione: "Non è l'influenza... È vizioso... Sapevo tutto. Sapevo che poteva essere orribile, e sapevo che forse poteva essere buono."

### Marzo 2020

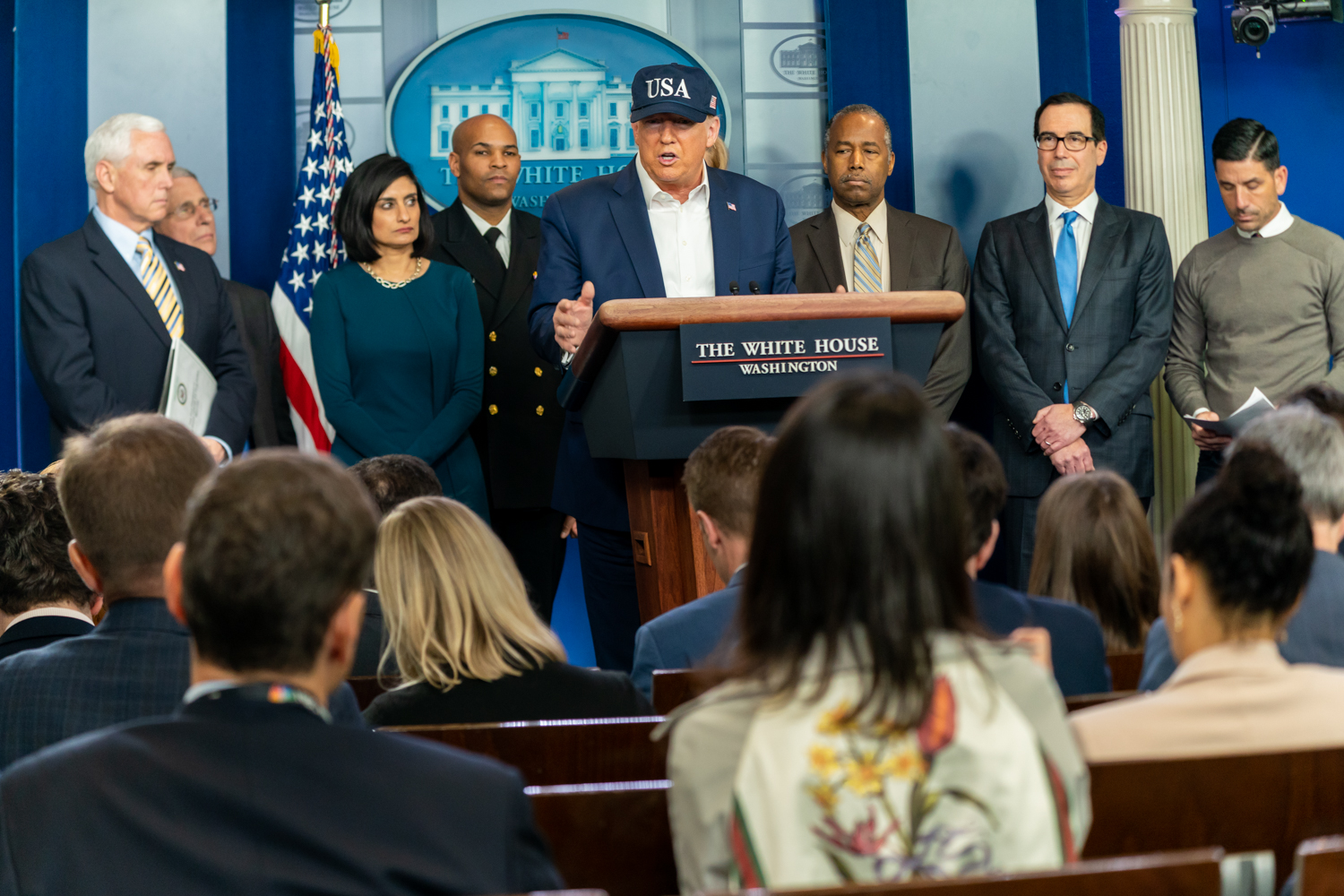
Conferenza stampa del 14 marzo 2020.

Il 2 marzo, Trump ha detto ai media di aver sentito che un vaccino COVID-19 sarebbe stato disponibile in "una questione di mesi", dicendo che "un anno sia anche troppo", dopo che Trump ha partecipato a una discussione in cui il suo alto funzionario sanitario Anthony Fauci disse che questo processo avrebbe richiesto "da un anno a un anno e mezzo" (come minimo, disse in seguito Fauci). Durante quella discussione, Trump ha ripetutamente interrogato i leader delle aziende farmaceutiche sul tempo necessario per produrre i vaccini, affermando che "mi piace di più il suono di un paio di mesi". La durata è in parte dovuta a normative e presidi volti a garantirne l'efficacia e la sicurezza. Il 4 marzo, Trump ha incolpato l'amministrazione Obama per aver preso "una decisione" che ha ritardato i test del COVID-19 da parte dell'amministrazione Trump. La politica in questione non era mai stata modificata dall'amministrazione Obama, nonostante i piani in tal senso. Le radici legali complessive della politica risalgono al 2004, prima dell'amministrazione Obama. Sotto l'egida delle autorizzazioni per l'uso di emergenza, la vecchia regolamentazione affermava che i test sviluppati in laboratorio "non dovrebbero essere utilizzati per diagnosi cliniche senza l'approvazione, l'autorizzazione o l'autorizzazione della FDA durante una dichiarazione di emergenza". Tuttavia, questa regola è stata storicamente trattata come una raccomandazione e generalmente non applicata, senza una chiara autorità legale della FDA in questo settore. L'amministrazione Trump ha continuato a richiedere ai laboratori di rivolgersi alla FDA per l'approvazione, ma ha permesso ai laboratori di testare mentre la FDA elaborava le domande.
Il 6 marzo, Trump ha promesso troppo sulla disponibilità dei test COVID-19 negli Stati Uniti, affermando che "chiunque desideri un test può farlo". In primo luogo, c'erano dei criteri necessari per richiedere un test; erano necessarie raccomandazioni da parte di medici o funzionari sanitari per approvare i test. In secondo luogo, la mancanza di forniture per i test ha comportato la negazione di alcuni test anche se i medici volevano testarli.
Il 19 marzo, Trump ha affermato falsamente che il farmaco clorochina era stato approvato dalla Food and Drug Administration come trattamento per COVID-19. La FDA rispose dicendo che non aveva approvato alcun farmaco o terapia per COVID-19 e ha fortemente sconsigliato alle persone di prenderlo al di fuori di un ospedale o di uno studio clinico, a causa di effetti collaterali potenzialmente fatali. Mentre Trump ha affermato che "saremo in grado di rendere disponibile quel farmaco quasi immediatamente", il leader della FDA ha detto che il farmaco avrebbe ancora bisogno di essere testato in un "ampio studio clinico pragmatico" su soggetti infettati da COVID- 19. Mentre Trump ha promosso la clorochina come un potenziale "punto di svolta", Fauci ha detto che i risultati positivi finora erano ancora basati su prove aneddotiche e non su prove "definitive" da studi clinici. In una successiva conferenza stampa, Trump ha impedito a Fauci di rispondere a una domanda sulle prove mediche dell'efficacia dell'idrossiclorochina. Trump ha anche osservato che riutilizzare i farmaci esistenti per COVID-19 è "sicuro" e "non uccide le persone" (la clorochina è una forma di trattamento per la malaria, mentre il suo derivato idrossiclorochina è una forma di trattamento per il lupus o l'artrite), tuttavia la maggior parte i farmaci possono causare effetti collaterali. Gli effetti collaterali potenzialmente gravi della clorochina o dell'idrossiclorochina includono battiti cardiaci irregolari, tinnito, vista sfocata, debolezza muscolare o "cambiamenti mentali". Overdose di questi farmaci sono state documentate nella letteratura scientifica, comprese le overdose fatali. La domanda di clorochina a Lagos, in Nigeria, è aumentata notevolmente dopo i commenti di Trump, con tre persone che andate in overdose entro il 23 marzo. Un ingegnere dell'Arizona sulla sessantina è morto dopo aver ingerito un detergente per acquari contenente clorochina fosfato in un cocktail vitaminico preparato da sua moglie. La moglie ha dichiarato che intendeva curare il marito contro il coronavirus dopo aver ascoltato Trump pubblicizzare i potenziali benefici della clorochina durante una conferenza stampa pubblica.
Il 21 marzo, Trump ha affrontato una carenza di fornitura di ventilatori negli Stati Uniti, sostenendo che le società di case automobilistiche General Motors (GM) e Ford "li stanno facendo proprio ora" quando le società non producevano ventilatori in quel momento e dovevano ancora cambiare capacità di produzione delle loro fabbriche.
Il 30 marzo, Trump ha affermato che la sua amministrazione "ha ereditato un test non funzionante" per COVID-19, riferendosi all'amministrazione Obama. "Non era da noi. È lì da molto tempo", ha detto. L'affermazione era illogica perché nessuna precedente amministrazione avrebbe potuto preparare un test per una malattia che doveva ancora emergere. COVID-19 è emerso durante la presidenza Trump, essendo il virus stato segnalato per la prima volta il 31 dicembre 2019. Il test è stato progettato nel 2020 dai Centers for Disease Control sotto l'amministrazione Trump. Trump ha continuato a fare la falsa affermazione il 19 aprile.

### Aprile 2020
Dal 2 al 9 aprile, la Casa Bianca è stata in una situazione di stallo con la CNN, che ha spesso rifiutato di mandare in onda i briefing quotidiani della Task Force sul coronavirus e che ha verificato le osservazioni di Trump. La Casa Bianca ha affermato che se la CNN non avesse iniziato a trasmettere la parte del briefing che comprendeva i membri della Task Force, tra cui Mike Pence, la Casa Bianca avrebbe impedito agli esperti di salute nazionale (tra cui Anthony Fauci e Deborah Birx) di apparire sulla CNN. Pence cedette e permise a Robert R. Redfield di apparire sulla CNN.
Il 13 aprile, Donald Trump ha riprodotto un video durante un briefing della Casa Bianca che difendeva la sua gestione della sua pandemia; il video è stato descritto come propaganda.
Durante una conferenza stampa della Casa Bianca il 15 aprile, il presidente Trump ha affermato che il governo degli Stati Uniti sta cercando di determinare se il virus COVID-19 sia stato creatodall'Istituto di virologia di Wuhan. Il vicedirettore dell'Istituto di virologia di Wuhan ha definito le accuse una "teoria del complotto".
Il 23 aprile, dopo che un funzionario della sicurezza interna ha dichiarato che alcuni disinfettanti possono uccidere il coronavirus sulle superfici, Trump si è chiesto apertamente se i disinfettanti potessero essere usati sugli esseri umani "per iniezione", dicendo che "sarebbe interessante controllare" se fosse un potenziale trattamento. L'iniezione di disinfettanti nel corpo è pericolosa e potenzialmente letale. Trump ha anche suggerito un altro metodo "interessante" da testare: "colpiamo il corpo con una tremenda luce ultravioletta o semplicemente molto potente... supponendo che tu abbia portato la luce all'interno del corpo, cosa che puoi fare o attraverso la pelle o in qualche altro modo." Ha chiesto alla coordinatrice della risposta al coronavirus Deborah Birx se il calore o la luce possono essere utilizzati come trattamento, a cui Birx ha dichiarato di non aver visto alcun trattamento che utilizzi il calore o la luce. Trump ha attribuito queste idee al fatto che fosse "una persona che ha un buon tu-sai-cosa".
Il giorno successivo, la Casa Bianca ha accusato i media di aver preso le parole di Trump "fuori contesto", mentre Trump si è difeso sostenendo di aver parlato in modo "molto sarcastico" e di aver rivolto il suo commento "ai giornalisti... solo per vedere cosa sarebbe successo", questo nonostante il video mostrasse che si era rivolto non ai giornalisti ma piuttosto a Deborah Birx direttamente, e aveva anche guardato Bill Bryan, capo della divisione scienza e tecnologia del DHS. In sua difesa, Trump ha anche provato a rivedere il suo commento per dire che il disinfettante "ucciderebbe [il virus] sulle mani, e questo migliorerebbe le cose". I disinfettanti sono utili per distruggere i microrganismi su superfici inerti, non sui tessuti viventi, e l'applicazione di disinfettanti sulla pelle può causare irritazioni o ustioni chimiche. Dopo le osservazioni del presidente, l'Agenzia per la protezione ambientale degli Stati Uniti, i creatori di Lysol, l'Organizzazione mondiale della sanità e altri funzionari governativi hanno emesso vari avvisi sottolineando che è già noto che è dannoso usare disinfettanti o radiazioni ultraviolette sui corpi umani invece di superfici inanimate, e Birx ha spiegato che queste non erano oggetto di indagine come possibili trattamenti.
Dopo i commenti di Trump, "centinaia di chiamate" sono state fatte alla hotline di emergenza del dipartimento sanitario del Maryland "chiedendo se fosse giusto ingerire Clorox o prodotti per la pulizia con alcol, se questo li avrebbe aiutati a combattere il virus", ha dichiarato il governatore repubblicano del Maryland, Larry Hogan. Ha chiesto alla Casa Bianca di comunicare "in modo molto chiaro sui fatti", perché la gente "certamente fa attenzione quando il presidente degli Stati Uniti è lì a tenere una conferenza stampa". Altri aumenti nelle chiamate ai centri antiveleni sono stati segnalati nella città di New York e negli stati del Michigan, del Tennessee e dell'Illinois. Lo stato dell'Illinois ha anche segnalato incidenti in cui le persone hanno usato detergenti per il risciacquo dei seni e gargarismi con una miscela di candeggina e collutorio. Funzionari dello stato del Kansas hanno detto il 27 aprile che un uomo ha bevuto disinfettante "a causa del consiglio che aveva ricevuto", ma non ha chiarito la fonte del consiglio. Quando a Trump è stato chiesto da un giornalista di "un picco di persone che usano disinfettanti dopo i suoi commenti la scorsa settimana", Trump ha interrotto la domanda, affermando: "Non riesco a immaginare perché". Il giornalista ha continuato chiedendo: "Si prende qualche responsabilità?" Trump ha risposto: "No, non lo faccio".
Il segretario di stato degli Stati Uniti Mike Pompeo, nell'aprile 2020, ha rifiutato di escludere la teoria del complotto secondo cui il virus sia stato creato dall'Istituto di virologia di Wuhan durante gli esperimenti e la Cina l'ha coperta.

### Metà e fine 2020
Nel maggio 2020, il Guardian ha pubblicato un articolo che rivelava che il governo degli Stati Uniti stava finanziando un sito Web in Armenia chiamato Medmedia.am che diffondeva disinformazione sul COVID-19, incluso lo scoraggiamento degli armeni dal partecipare a futuri programmi di vaccinazione.
Il 4 luglio 2020, Trump ha dichiarato falsamente che il "99 per cento" dei casi di COVID-19 è "totalmente innocuo". Nello stesso discorso, Trump ha contraddetto diversi esperti di salute pubblica dicendo che gli Stati Uniti "probabilmente avranno una soluzione terapeutica e/o vaccinale molto prima della fine dell'anno". Il commissario della FDA Stephen Hahn ha rifiutato di affermare se la dichiarazione del "99 per cento" di Trump fosse accurata o di dire quanti casi sono innocui.
Poiché il conteggio giornaliero dei nuovi casi del COVID-19 negli Stati Uniti è aumentato da circa 20.000 il 9 giugno a oltre 50.000 il 7 luglio, Trump ha ripetutamente insistito sul fatto che l'aumento dei casi era una funzione dell'aumento dei test COVID-19. Le affermazioni di Trump sono state contraddette dal fatto che gli stati che hanno aumentato il conteggio dei casi e quelli che hanno ridotto il numero dei casi hanno aumentato i test.
In un'intervista registrata con Bob Woodward il 7 febbraio 2020, il presidente Trump ha sottolineato la mortalità del coronavirus nel suo racconto di una conversazione con il presidente cinese Xi Jinping, ma, in un'altra intervista registrata con Woodward il 19 marzo, Trump ha rivelato che voleva minimizzare l'epidemia virale per non creare panico. La rivelazione delle registrazioni ha portato a critiche sul fatto che Trump avesse deliberatamente minimizzato la minaccia del virus al pubblico, mentre in realtà conosceva la gravità del virus.
Poiché i casi segnalati hanno raggiunto nuovi massimi record nell'ottobre 2020, l'Ufficio per la politica della scienza e della tecnologia della Casa Bianca ha definito "porre fine alla pandemia Covid-19" come uno dei principali risultati dell'amministrazione Trump.
Nell'ottobre 2020, Trump affermò falsamente: "I nostri medici ottengono più soldi se qualcuno muore a causa di COVID".
In tutta l'amministrazione Trump, i membri del partito politico avversario hanno diffuso disinformazione o azioni fortemente esagerate da parte dell'amministrazione.

## Senatori
Diversi membri del Senato degli Stati Uniti, in particolare Richard Burr e Kelly Loeffler - sono stati esaminati per la vendita di grandi quantità di azioni prima che i mercati finanziari si schiantassero a causa dello scoppio, scatenando le accuse che avevano informazioni privilegiate da briefing a porte chiuse, mentre molti di loro hanno minimizzato pubblicamente i rischi posti dalla crisi sanitaria per il pubblico statunitense. Una registrazione audio del 27 febbraio ha rivelato che Burr (presidente del Senate Intelligence Committee) ha dato terribili avvertimenti a un piccolo gruppo di elettori ben collegati in privato, in contrasto con le sue dichiarazioni pubbliche e non noto al pubblico, che il virus è "molto più aggressivo nella sua trasmissione di qualsiasi cosa abbiamo visto nella storia recente", sconsigliando di viaggiare in Europa (13 giorni prima degli avvisi ufficiali, 15 giorni prima del divieto), dicendo che le scuole saranno probabilmente chiuse (16 giorni prima della chiusura), e suggerendo che i militari potrebbero essere mobilitati (appreso tre settimane dopo dalla registrazione).
Il leader della maggioranza al Senato Mitch McConnell nel maggio 2020 ha affermato falsamente che "chiaramente l'amministrazione Obama non ha lasciato all'amministrazione [Trump] alcun tipo di piano d'azione per" le pandemie. Lara Trump, la nuora del presidente, ha dichiarato che McConnell aveva "esattamente ragione". Tuttavia, l'amministrazione Obama aveva in realtà lasciato un playbook di 69 pagine sulla risposta alla pandemia. Quel documento citava esplicitamente i nuovi coronavirus come bisognosi di un'importante risposta governativa. Inoltre, nel gennaio 2017, l'amministrazione Obama aveva svolto un esercizio di risposta alla pandemia con i membri dell'amministrazione Trump in arrivo.

## Altri
Secondo il Washington Post, i membri del governo repubblicano sono stati ampiamente influenzati da una serie di articoli di Richard A. Epstein della Hoover Institution, che ha costantemente minimizzato la portata delle epidemie, ridicolizzato il "panico" diffuso dai "progressisti", fatto un numero di dichiarazioni errate sul virus SARS-CoV-2, teoria evolutiva darwiniana applicata in modo errato e frainteso riguardo alle pandemie e predetto "circa 500 morti alla fine" delle epidemie. Il rappresentante Louie Gohmert del Texas ha accennato a luglio di aver contratto il coronavirus perché indossava una maschera più spesso nei giorni precedenti la sua infezione.
Bill de Blasio, il sindaco di New York, è stato ampiamente criticato per aver fornito al pubblico informazioni scarse e fuorvianti. Il 10 marzo, ha dichiarato che avrebbe mantenuto le scuole aperte e se uno studente infetto fosse stato trovato in classe ci sarebbe voluto solo un giorno per pulire e riaprire la scuola. De Blasio ha anche detto: "Se hai meno di 50 anni e sei in buona salute, che è la maggior parte dei newyorkesi, qui c'è ben poca minaccia". Durante un servizio fotografico in un call center pubblico 3-1-1, ha detto a un chiamante che non fosse necessario che si mettesse in quarantena, nonostante fosse appena tornata dall'Italia. Le sue istruzioni al chiamante sono state successivamente annullate dai funzionari della città.
In un articolo d'opinione del febbraio 2021 sul Wall Street Journal, l'ex segretario di Stato Mike Pompeo ha affermato che "la maggior parte dei segni indica l'Istituto di virologia di Wuhan, o WIV, come luogo d'origine del COVID-19", una teoria che è stata descritta come "estremamente improbabile" dagli scienziati.
Nel febbraio 2020, l'assessore alla Salute del Comune di New York Oxiris Barbot ha annunciato “Stiamo dicendo ai newyorkesi, 'andate per la vostra vita, prendete la metropolitana, uscite, godetevi la vita'." Barbot ha anche twittato: "Mentre ci prepariamo per celebrare il #CapodannoLunare a New York, voglio assicurare ai newyorkesi che non c'è motivo per nessuno di cambiare i propri programmi di vacanza, evitare la metropolitana o alcune parti della città a causa del #coronavirus."
Il 31 gennaio 2020, Vox Media ha minimizzato la serietà della COVID-19 in un tweet ora cancellato.
L'allora candidato alla presidenza degli Stati Uniti Joe Biden si è opposto alla chiusura del confine da parte dell'amministrazione Trump, definendolo xenofobo e sostenendo anche che la risposta complessiva del presidente Trump al virus era xenofoba. Biden ha anche fatto varie affermazioni contro l'amministrazione Trump che si sono dimostrate false.
L'amministrazione del governatore di New York Andrew Cuomo ha nascosto i numeri nel tentativo di minimizzare i totali delle morti per lo Stato di New York.
Il dottor Anthony Fauci, direttore del National Institute of Allergy and Infectious Diseases (NIAID) e il consigliere medico capo del successivo presidente Joe Biden hanno dichiarato a febbraio che il virus non sarebbe una seria minaccia per gli Stati Uniti.
La CNN e le sue personalità in onda come Anderson Cooper e il dottor Sanjay Gupta hanno minimizzato il virus mentre propagandavano l'influenza come una minaccia per gli Stati Uniti.
La rete televisiva che ha contribuito più di ogni altra a diffondere false informazioni sulla pandemia, e che ha influenzato sia l'amministrazione Trump che i complottisti e gli estremisti di destra è stata Fox News, che ha in particolare contribuito allo scetticismo nei confronti dei vaccini. In particolare l'ex anchorman della Fox News Tucker Carlson ha contribuito a diffondere, dal suo popolare programma Tucker Carlson Tonight, false informazioni sugli effetti dei vaccini anti-covid, sulla presunta dannosità delle mascherine, sull'efficacia del farmaco veterinario ivermectina